# Hirokazu Koreeda

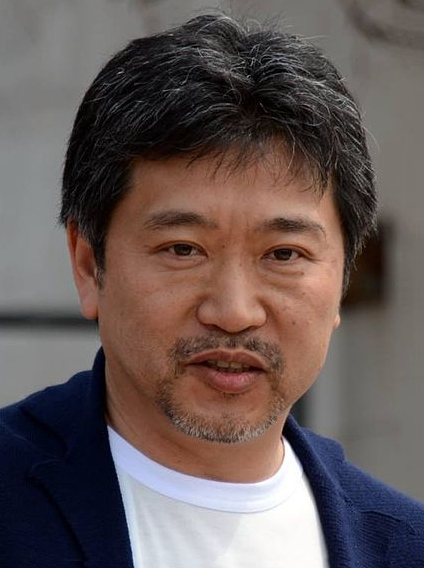
Hirokazu Koreeda (2015)

Hirokazu Koreeda (jap. 是枝 裕和, Koreeda Hirokazu; * 6. Juni 1962 in Kiyose, Präfektur Tokio, Japan), häufig auch Kore-eda geschrieben, ist ein japanischer Filmregisseur, Drehbuchautor, Filmeditor und Filmproduzent, der international zahlreiche Festivalpreise gewann.

## Leben
Koreeda studierte zunächst bis 1987 Literatur an der Waseda-Universität, kam aber anschließend zu der unabhängigen TV-Produktionsfirma TV Man Union. Er realisierte zahlreiche Dokumentarfilme für das Fernsehen. Zentrale Themen in diesen Dokumentarfilmen waren die Erinnerung, das Leben und Sterben.
Sein erster Spielfilm Maboroshi – Das Licht der Illusion gewann 1995 einen Preis bei den Internationalen Filmfestspielen von Venedig, und sein erfolgreicher nächster Film After Life – Nach dem Leben wurde von 20th Century Fox neu adaptiert. Koreedas dritter Spielfilm  Distance nahm 2001 am Wettbewerb der Filmfestspiele von Cannes teil. Sein 2004 veröffentlichter Film Nobody Knows handelt von vier Kindern, die von ihrer Mutter plötzlich verlassen werden und auf ihre Rückkehr wartend sich selbst versorgen müssen. Hauptdarsteller Yūya Yagira erhielt in Cannes für seine Rolle des Akira den Darstellerpreis, Koreeda unter anderem den Blue Ribbon Award für die Beste Regie. 2006 erschien sein Historienfilm Hana, der von der Rache eines Samurai handelt.
2008 wurde sein Drama Still Walking mit dem Hauptpreis des Festival Internacional de Cine de Mar del Plata prämiert. Dieser Film, oft mit den Werken des Regisseurs Ozu Yasujirō verglichen, behandelt einen Tag, an dem zwei Geschwister gemeinsam mit ihren jeweiligen Familien ihre Eltern besuchen, zum Andenken an den 15 Jahre vergangenen Tod ihres gemeinsamen Bruders.
Er arbeitete auch als Produzent für die Filme Kakuto von Iseya Yusuke und für Wild Berries von Nishikawa Miwa.
Sein nach dem populären japanischen Josei-Manga Umimachi Diary von Akimi Yoshida entwickelter Spielfilm kam als erster seiner Kinofilme unter deutschem Titel, Unsere kleine Schwester, in die deutschen Kinos. Die Familiengeschichte um drei Schwestern, die nach dem Tod ihres Vaters entdecken, dass sie noch eine jüngere Halbschwester haben, die sie gerne kennenlernen wollen, hatte am 17. Oktober 2015 Kinostart in Deutschland. Koreeda ist auch für den Schnitt seiner eigenen Filme verantwortlich.
Im Jahre 2018 bekam Koreeda für seinen Film Shoplifters – Familienbande die Goldene Palme der Filmfestspiele von Cannes. Sein Film La Vérité – Leben und lügen lassen mit Catherine Deneuve, Juliette Binoche und Ethan Hawke wurde als Eröffnungsfilm der Internationalen Filmfestspiele von Venedig 2019 ausgewählt.
Neben seiner Arbeit als Regisseur ist Koreeda auch schon seit 1992 als Autor von literarischen Texten tätig, wobei einige seiner Werke parallel zu gleichnamigen Filmen publiziert wurden. Sein Roman Aruite mo aruite mo wurde unter dem Titel So weit wir auch gehen. (zugehöriger Film: Still Walking) ins Deutsche übersetzt.
Im Jahr 2022 wurde er für die südkoreanische Produktion Broker zum sechsten Mal in den Wettbewerb des Filmfestivals von Cannes eingeladen. Im Juni 2023 kam sein neuer Spielfilm Die Unschuld in die japanischen Kinos, für den er wieder eine Einladung in den Wettbewerb von Cannes erhielt.
Im Film Die Unschuld von 2023 geht es um die tiefe Freundschaft zweier 11-jähriger Jungen in Japan, deren Zuneigung zueinander in einer Gesellschaft, die Anderssein und individuelle Emotionalität kritisch betrachtet, zum Konflikt führt. Die Handlung beleuchtet Themen wie Gruppenzwang, soziale Erwartungen an Geschlechterrollen und die Suche nach einem sicheren Ort in einer dysfunktionalen Welt. Koreeda arbeitete zum ersten Mal seit seinem Debütfilm mit einem fremden Drehbuch, verfasst von Yūji Sakamoto. Der Regisseur nutzte zur authentischen Darstellung der subtilen Nuancen der Beziehung seine eigene Kindheitserfahrung und den Austausch mit einer LGBTQ+-Organisation. Unterstützt wird der Film durch den emotionalen Abschiedssoundtrack von Ryūichi Sakamoto.
Im Jahr 2024 wurde er beim 77. Filmfestival von Cannes als Jurymitglied des Hauptwettbewerbs ausgewählt.

## Kritik
Der renommierte Filmkritiker Roger Ebert verglich Koreeda mit Ozu Yasujirō und bezeichnete ihn als den begabtesten unter den jüngeren japanischen Regisseuren. Der Film After Life würde Koreeda das Recht geben, in eine Reihe mit Ingmar Bergman, Akira Kurosawa und weiteren großen Humanisten des Kinos gestellt zu werden.

## Filmografie

### Spielfilme
- 1995: Maboroshi – Das Licht der Illusion (幻の光 Maboroshi no hikari)
- 1998: After Life – Nach dem Leben (ワンダフルライフ Wandafuru Raifu)
- 2001:  Distance
- 2004: Nobody Knows (誰も知らない Dare mo shiranai)
- 2006: Hana (花よりもなほ Hana yori mo naho)
- 2008: Still Walking (歩いても 歩いても Aruite mo aruite mo)
- 2009: Air Doll (空気人形 Kūki ningyō)
- 2011: I Wish (奇跡 Kiseki)
- 2013: Like Father, Like Son (そして父になる Soshite chichi ni naru)
- 2015: Unsere kleine Schwester (海街 diary Umimachi Diary)
- 2016: After the Storm (海よりもまだ深く Umi yori mo Mada Fukaku)
- 2017: The Third Murder (三度目の殺人 Sandome no Satsujin)
- 2018: Shoplifters – Familienbande (万引き家族 Manbiki kazoku)
- 2019: La Vérité – Leben und lügen lassen (La vérité)
- 2022: Broker (브로커 Beurokeo)
- 2023: Die Unschuld (怪物 Kaibutsu)

### Fernsehserien
- 2023: The Makanai: Cooking for the Maiko House (舞妓さんちのまかないさん Maiko-san chi no Makanai-san)
- 2025: Asura (阿修羅のごとく, Ashura no Gotoku)

### Dokumentarfilme
- 1991: Shikashi… – Fukushi kirisute no jidainni (しかし… 福祉切り捨ての時代に)
- 1991: Mō hitotsu no kyōiku (もう一つの教育)
- 1994: Kare no inai hachigatsu ga (彼のいない八月が)
- 1996: Kioku ga ushinawareta toki (記憶が失われた時)
- 2008: Daijōbu de aru yō ni – Cocco owaranai tabi (大丈夫であるように -Cocco 終らない旅‐)

## Auszeichnungen (Auswahl)
- 1995: Internationale Filmfestspiele von Venedig – Goldene Osella, Bester Regisseur (Maboroshi)
- 1998: Buenos Aires International Festival of Independent Cinema – Bester Film und Bestes Drehbuch (Wonderful Life)
- 2004: Blue Ribbon Award – Bester Film und Bester Regisseur (Nobody Knows)
- 2009: Asian Film Award – Bester Regisseur (Still Walking)
- 2013: Internationale Filmfestspiele von Cannes – Preis der Jury (Like Father, Like Son)
- 2015: Yokohama Eigasai – Bester Regisseur (Unsere kleine Schwester)
- 2015: Sonderpreis des Mainichi-Kunstpreises
- 2018: Internationale Filmfestspiele von Cannes – Goldene Palme (Shoplifters)
- 2018: Filmfest München – ARRI/Osram Award  (Shoplifters)
- 2018: Festival Internacional de Cine de San Sebastián – Donostia Award
- 2018: Asahi-Preis
- 2019: César – Bester ausländischer Film für Shoplifters

## Schriften
- mit Reinold Ophüls-Kashima: So weit wir auch gehen. (übersetzt von Reinold Ophüls-Kashima), Iudicium, München 2020, ISBN 978-3-86205-126-7.